# Asiagurka
Asiagurka är en vit slanggurka, medan den vanliga slanggurkan är grön. Asiagurkan är vanligen också något kortare och tjockare än den gröna slanggurkan. Den äts normalt inlagd, som syltgurka eller pickles. Asiagurka är särskilt populär i Danmark, där färdiginlagd asiagurka är vanligen förekommande i handeln.